# グレッグ・オシェイ
グレッグ・オシェイ（Greg O'Shea、1995年3月23日 - ）は、アイルランドのラグビー選手。

## プロフィール
- アイルランド・リムリック出身[1]。
- ポジションはウィング(WTB)。
- 身長 175cm、体重 63kg
- U20アイルランド代表に選ばれたことがある。

## 略歴
2021年、東京五輪の7人制アイルランド代表に選ばれた。